# Hudjefa II.
Hudjefa II. ist im Königspapyrus Turin der irrtümliche Name eines altägyptischen Königs (Pharao), der ab etwa 2695 v. Chr. für fünf bis sechs Jahre in der 3. Dynastie  regierte. Aufgrund des völlig zerkratzten Namenseintrages wurde der Königsname als Nachfolger von Sechemchet in der Kartusche mit Hudjefa („ausgetilgt“) eingetragen. Nachfolgende Schreiber, die wiederum ihrerseits Kopien anfertigten, hielten „Hudjefa“ für einen Herrschernamen, war das Wort doch von einer Kartusche umgeben. 
Die Zu- und Einordnung dieses Namens wird in der Ägyptologie kontrovers diskutiert. In der Königsliste von Abydos wurde der betreffende Königsname als „Sedjes“ wiedergegeben, was auf Deutsch „weggelassen“ bedeutet und dieselbe Bedeutung und denselben Ursprung wie das Wort Hudjefa hat. Thomas Schneider, Jürgen von Beckerath und Rainer Hannig sehen Hudjefa II., beziehungsweise „Sedjes“, als Vorgänger des Mesochris und Nachfolger des Sechemchet. 